# 达沃区
达沃区（或稱纳卯区、大堡區）（Davao Region），是菲律宾南部的行政大区，位于棉兰老岛东部，临菲律宾海和达沃湾，包括北达沃省、东达沃省、南达沃省和康波斯特拉谷省，总面积20244平方公里，人口4156653人（2007年），首府为达沃。